# Црвени крст Србије
Црвени крст Србије је хуманитарна, независна и добровољна организација и једино национално друштво у Србији, основано 1876. године.

## Историјат Црвеног крста Србије

### Оснивање организације
Двадесетпетог јануара, по старом календару, односно 6. фебруара по новом, 1876. године, на иницијативу др Владана Ђорђевића, угледног војног лекара, у Дворани београдске општине, основано је Српско друштво Црвеног крста. За првог председника изабран је митрополит Михаило Јовановић, а Управу је чинило неколико угледних грађана тадашње Србије.
Након избора, Главни одбор обратио се Прогласом народу, излажући своје циљеве и дужности Друштва, позивајући грађане да се упишу у чланство и оснују пододборе у целој земљи. Први задатак новооснованог Друштва био је збрињавање избеглица које су долазиле због Херцеговачког устанка. У години оснивања, Српско Друштво Црвеног крста окупило је око 2000 чланова и основало је 35 пододбора у земљи.
Исте године, 24. марта на иницијативу Српског друштва Црвеног крста Кнежевине Србије приступила је Женевским конвенцијама. Кнежевина Србија високо је ценила залагање Друштва у помоћи људима, а основни задатак тадашњег Црвеног крста био је помоћ војном санитету. Кнез Милан Обреновић одликовао је председника Црвеног крста Великим крстом Таковског реда, а 11. јуна 1876. године Међународни комитет Црвеног крста признао је Српско друштво Црвеног крста.

### Деловање Организације кроз историју
Рад Друштва био је усмерен на прикупљање новчаних и материјалних средстава, организовање болница, обуку добровољних болничарки, набавку санитетског материјала, ангажовању лекара и пружао је велику помоћ војном санитету.
Без обзира на тешкоће и узастопне ратове, велики број рањеника, избеглица и све тешкоће кроз које је пролазио народ на овим просторима, хумана идеја Црвеног крста се ширила, тако да је 1885. године Српско друштво Црвеног крста имало 105 пододбора. У Српско-бугарским ратовима, Српско друштво Црвеног крста обављало је евакуацију и збрињавање рањеника са својих 45 санитетских возила, 37 покретних болница и санитетским возом. Српско друштво Црвеног крста је издејствовало да врховни командант краљ Милан, дозволи транспорте европских друштава Црвеног крста преко Србије као помоћ за Бугарску, са којом је Србија била у рату, поштујући Женевску конвенцију.
Законским одредбама из 1896. године Друштво је постало аутономно, његов амблем је заштићен од злоупотреба, добијене су повластице на железници, право на бесплатно коришћење телеграма, ослобођење од царинских дажбина, као и од свих такси од земаљских власти. Темељи Дома Црвеног крста ударени су јуна 1879. године у Симиној улици у Београду, где се Црвени крст Србије и данас налази. 
У Првом светском рату Друштво је деловало у земљи и иностранству. Наиме, део Српског Друштва остао је у Београду и Крушевцу, седиште се преместило у Ниш, део се са војском и Владом евакуисао на Крф, а затим преко Италије у Швајцарску. Друштво је наставило рад 1918. године и већ 1920. године имало 40 пододбора и око 30.000 чланова. У то време велику помоћ народу преко Црвеног крста, пружали су наши исељеници. Српско друштво Црвеног крста одржало је 25. децембра 1921. године свој последњи годишњи скуп и своје тековине пренело је на свог наследника - Друштво Црвеног крста Краљевине Срба, Хрвата и Словенаца. Црвени крст је и касније мењао име у зависности од имена државе у којој је постојало. Током Другог светског рата Друштво је деловало под именом Друштво Црвеног крста Краљевине Југославије, а крајем 1944. године у свим републикама основани су главни одбори Црвеног крста.
У периоду распада бивше Југославије, Црвени крст Србије наставио је да остварује своје задатке збрињавајући велики број избеглица и расељених, дистрибуирајући помоћ од међународних донатора, углавном од Међународног комитета Црвеног крста, Међународне Федерације друштава Црвеног крста и Црвеног полумесеца, Високог комесаријата за избеглице Уједињених нација, од Светског програма хране, Хуманитарног бироа Европске уније, националних друштава и донатора који су пружали помоћ током деведесетих и почетком овог века, у количини од 650.000 тона.
Распад СФРЈ проузроковао је издвајање организација Црвеног крста из бивших југословенских република, а Црвени крст Србије и Црвени крст Црне Горе су наставили са радом као Југословенски Црвени крст. Августа 1993. године Међународни комитет Црвеног крста потврдио је континуитет Националног друштва Југословенског Црвеног крста у непрекидном трајању од међународног признања два друштва од 1876. године.

### Црвени крст Србије данас
Данас је Црвени крст Србије Национално друштво. Међународно признање му је потврђено 21.9.2006. године. Црвени крст Србије са 183 организације Црвеног крста у градовима и општинама и 2 покрајинске организације Црвеног крста посебно се ангажовао на прихвату и збрињавању избеглих и прогнаних лица са простора бивше Југославије којих је било и до седамсто хиљада, као и у збрињавању привремено расељених лица са Косова и Метохије, којих је близу 200.000.
Кроз различите социјалне програме Црвени крст Србије помаже и социјално угрожено становништво у Републици Србији (преко 10% од укупног броја становника). Редовним дистрибуцијама помоћи на Косово и Метохију Црвени крст Србије помаже угрожене категорије становника.

## Организација Црвеног крста Србије и његова мисија

### Структура Организације
Црвени крст Србије је национално друштво и састоји се од 2 покрајинске организације, Црвеног Крста Војводине и Црвеног крста Косова и Метохије, и 183 организације Црвеног крста у градовима и општинама.
Своје програмске активности Црвени крст Србије реализује захваљујући помоћи 60.000 волонтера и стручном ангажовању 800 запослених у мрежи Црвеног крста Србије. Црвени крст Србије у сарадњи са донаторима реализује 64 различита програма.
Највиши органи Црвеног крста Србије су:
- Скупштина Црвеног крста Србије
- Управни одбор Црвеног крста Србије
- Надзорни одбор Црвеног крста Србије

Први члан Статута Црвеног крста Србије гласи: Црвени крст Србије је хуманитарна, независна и добровољна организација и једино национално друштво у Републици Србији.

### Мисија Организације
Мисија Црвеног крста Србије је да олакшава људску патњу, са задацима: да пружа помоћ угроженим лицима у случају ратних сукоба, природних, еколошких или других несрећа, спасава угрожене животе и здравље људи и шири знања о међународном хуманитарном праву, да превентивно делује и просвећује грађане у области здравствене и социјалне заштите и унапређује хуманитарне вредности у друштву и, у случају стања потреба, пружа социјалну заштиту и збрињавање.
У обављању послова усмерених на остваривању циља и извршавање задатака, национално друштво делује у складу са:
1. Основним принципима, а то су:

- хуманост
- непристрасност
- неутралност
- независност
- добровољност
- јединство
- универзалност

1. Ратификованим међународним уговорима и опште прихваћеним правилима из области међународног хуманитарног права, а нарочито женевским конвенцијама и допунским протоколима
2. Статутом Међународног покрета, Статутом Међународне федерације и другим актима и правилима које усваја Међународни покрет
3. Циљевима и задацима националног друштва

У остваривању наведених циљева и задатака, национално друштво помаже свим људима, без било какве непосредне или посредне дискриминације по било ком основу, а нарочито због расе, боје, пола, националне припадности, друштвеног порекла, рођења или сличног статуса, вероисповести, политичког или другог уверења, имовног стања, културе, језика, старости или психичког или физичког инвалидитета.

### Циљеви и задаци Организације
У остваривању својих циљева и задатака, национално друштво врши јавна овлашћења поверена Законом о Црвеном крсту Србије и то:
1. учествује у заштити и спасавању становништва, материјалних добара и других добара у случају ратних разарања, природних и других несрећа у миру и рату.
2. организује прикупљање помоћи и распоређује помоћ примљену од међународних организација и других дародаваца жртвама ратних разарања, природних и других несрећа и опасности у миру и рату.
3. организује прикупљање и прикупља помоћ у Републици Србији и организује достављање у иностранство помоћи коју државни органи, други органи и организације, предузећа и друга правна лица и дародавци из Републике Србије пружају ради ублажавања последица ратних разарања, природних и других несрећа и опасности у миру и рату.
4. учествује у прихватању и смештају евакуисаног становништва, избеглица и расељених лица, пружању помоћи и спровођењу других мера које могу допринети збрињавању настрадалог и угроженог становништва, избеглица и расељених лица.
5. покреће, организује и спроводи или учествује у редовним и ванредним акцијама солидарности у Републици Србији за помоћ угроженим лицима и жртвама природних, еколошких и других несрећа и оружаних сукоба и обезбеђује, у складу са законом обуку људи, материјална, финансијска и друга средства за те акције.
6. организује упознавање и упознаје грађане са Женевским конвенцијама и Допунским протоколима.
7. обавља и друге послове који произлазе из одредаба Женевских конвенција и Допунских протокола и других међународним уговорима преузетих обавеза Републике Србије које се односе на пружање хуманитарне помоћи.
8. обавља послове службе тражења, ради прикупљања и евидентирања података о евакуисаним, избеглим, расељеним и несталим лицима услед ратних разарања, природних и других несрећа и опасности у миру и рату и ради тражења несталих лица.
9. оспособљава грађане-припаднике цивилне заштите на територији Републике Србије за пружање прве помоћи у случају природних, еколошких и других несрећа, као и оружаних сукоба.
10. организује, обучава и припрема екипе за прву помоћ, хигијенско - епидемиолошку заштиту, негу повређених и оболелих, социјални рад, психолошку помоћ становништву и техничку помоћ за извршавање задатака у случају природних, еколошких и других несрећа као и оружаних сукоба.
11. учествује у здравственом просвећивању становништва, обучавању становништва у пружању прве помоћи за случај ратних разарања, природних и других несрећа и опасности у миру и рату.
12. популарише добровољно давалаштво крви и, у сарадњи са службама и здравственим установама за трансфузију крви, учествује у организовању акција добровољног давања крви.

## Програм борбе против трговине људима
Црвени крст Србије своју улогу у борби против трговине људима заснива на мисији Међународног покрета Црвеног крста и Црвеног полумесеца која одређује мандат националног друштва да олакшава људску патњу ма где се она појавила. Активности Програма борбе против трговине људима се спроводе у оквиру чланства у Европској мрежи Националних друштава Црвеног крста и Црвеног полумесеца за борбу против трговине људима.
Општи циљ Програма борбе против трговине људима Црвеног крста Србије је смањење ризика од трговине људима, одговор на потребе идентификованих и потенцијалних жртава и ублажавање људске патње изазване овом појавом. Циљ се достиже одговором мреже оспособљених волонтера Црвеног крста да обуче појединце и вршњачке групе да препознају проблем, његове појавне облике и развију способност за одговор и реаговање у ризичним ситуацијама. Такође, Црвени крст Србије спроводи континуиране активности сензибилисања и информисања јавности и појединаца који се баве директним одговором на потребе идентификованих жртава трговине људима. Деловање се огледа и у обезбеђивању прве и непосредне помоћи идентификованим жртвама у храни, одећи и хигијенским средствима у складу са постојећим могућностима, као и помоћи жртвама у успостављању везе са надлежним организацијама да предузму потпуну и дуготрајну бригу о жртвама.
Циљне групе Програма су:
- жртве трговине људима које су идентификоване и налазе се у стању социјалне потребе;
- потенцијалне жртве (маргинализоване и рањиве групе које могу бити омладинци у школама, домовима за незбринуту децу, ромским насељима, народним кухињама, колективним центрима за избегла и расељена лица, мигранте и азиланте, омладина Црвеног крста...);
- професионалци и студенти који у свом раду или будућем раду могу доћи у контакт са жртвом трговине људима (доктори и медицинско особље, запослени у центру за социјални рад, особље Црвеног крста...);
- волонтери Црвеног крста- вршњачки едукатори који спроводе активности Програма борбе против трговине људима.[3]

У имплементацији Програма и спровођењу активности, према извештајима, активно учествује 125 организација Црвеног крста у градовима и општинама.